# Tal El
Tal El (hebrejsky טַל אֵל, doslova „Boží rosa“, v oficiálním přepisu do  angličtiny Tal-El) je vesnice typu společná osada (jišuv kehilati) v Izraeli, v Severním distriktu, v Oblastní radě Misgav.

## Geografie
Leží v nadmořské výšce 124 metrů, v Horní Galileji, cca 10 kilometrů východně od břehů Středozemního moře. Je situována na pahorcích, které tvoří západní okraj Galileji a které západně odtud přecházejí do pobřežní nížiny. Severně od vesnice protéká vádí Nachal Chamra, která zde poblíž ústí do Nachal Jichar. Na jihu začíná lesní komplex Ja'ar Achihud.
Obec se nachází cca 100 kilometrů severovýchodně od centra Tel Avivu a cca 22 kilometrů severovýchodně od centra Haify. Tal El obývají Židé, přičemž osídlení v tomto regionu je etnicky smíšené. 2 kilometry na sever leží město Džulis, které obývají Drúzové, 2 kilometry na západ pak město Džudejda-Makr, které obývají izraelští Arabové. Arabská jsou i městská sídla na východ odtud v údolí Bejt ha-Kerem (s výjimkou židovského města Karmiel). Krajina mezi těmito městskými centry je ale postoupena řadou menších židovských vesnic.
Obec Tal El je na dopravní síť napojena pomocí místní komunikace, jež sem odbočuje z dálnice číslo 70.

## Dějiny
Vesnice Tal El byla založena v roce 1980 v programu Micpim be-Galil, který vrcholil na přelomu 70. a 80. let 20. století a v jehož rámci vznikly v Galileji desítky nových židovských vesnic s cílem posílit židovské demografické pozice v tomto regionu a nabídnout kvalitní bydlení kombinující výhody života ve vesnickém prostředí a předměstský životní styl.
Zakladateli obce byla skupina 12 rodin židovských přistěhovalců z tehdejšího SSSR. Koncem 90. let 20. století procházela vesnice ekonomickou krizí, která skončila přijetím reforem a utlumením zemědělských aktivit. Vesnice, do té doby organizována jako mošav, se tehdy proměnila na společnou osadu.
V obci funguje několik průmyslových firem, část obyvatel za prací dojíždí mimo obec. V Tal El je k dispozici obchod, zdravotní ordinace, plavecký bazén, synagoga, sportovní areály a zařízení předškolní péče o děti. Regionální základní škola je v obci Gilon.
Vesnice má výhledově dosáhnout kapacity 750 rodin.

## Demografie
Obyvatelstvo Tal El je sekulární. Podle údajů z roku 2014 tvořili populaci v Tal El Židé (včetně statistické kategorie "ostatní", která zahrnuje nearabské obyvatele židovského původu ale bez formální příslušnosti k židovskému náboženství).
Jde o menší sídlo vesnického typu s dlouhodobě rostoucím počtem obyvatel. K 31. prosinci 2014 zde žilo 1072 lidí. Během roku 2014 populace stoupla o 3,0 %.
| Rok            | 1983 | 1995 | 2001 | 2003 | 2004 | 2005 | 2006 | 2007 | 2008 | 2009 | 2010 | 2011 | 2012 | 2013 | 2014 |
| -------------- | ---- | ---- | ---- | ---- | ---- | ---- | ---- | ---- | ---- | ---- | ---- | ---- | ---- | ---- | ---- |
| Počet obyvatel | 98   | 320  | 777  | 879  | 888  | 903  | 929  | 950  | 972  | 863  | 852  | 926  | 992  | 1041 | 1072 |